# Carl Johan Knös (ingenjör)
Carl Johan Knös, född 31 maj 1834 i Uppsala, död 22 juni 1897 i Stockholm, var en svensk väg- och vattenbyggnadsingenjör.
Knös blev student vid Uppsala universitet 1853 och avlade examen vid Högre artilleriläroverket på Marieberg 1858. Han blev löjtnant i Väg- och vattenbyggnadskåren 1859, kapten 1869, major 1881 och erhöll avsked 1894. Han var stationschef vid Kinda kanalbyggnad 1866–72, var ingenjör och arbetschef vid fortifikationsarbetena i Karlskrona 1872–74 och Stockholms stads byggnadschef 1874–94.
Knös var son till teologen Anders Erik Knös samt bror till teologen Vilhelm och ingenjören Arvid Knös. Han var far till Thore och Carl Erik Knös.